# Liste der Hochhäuser in Boston

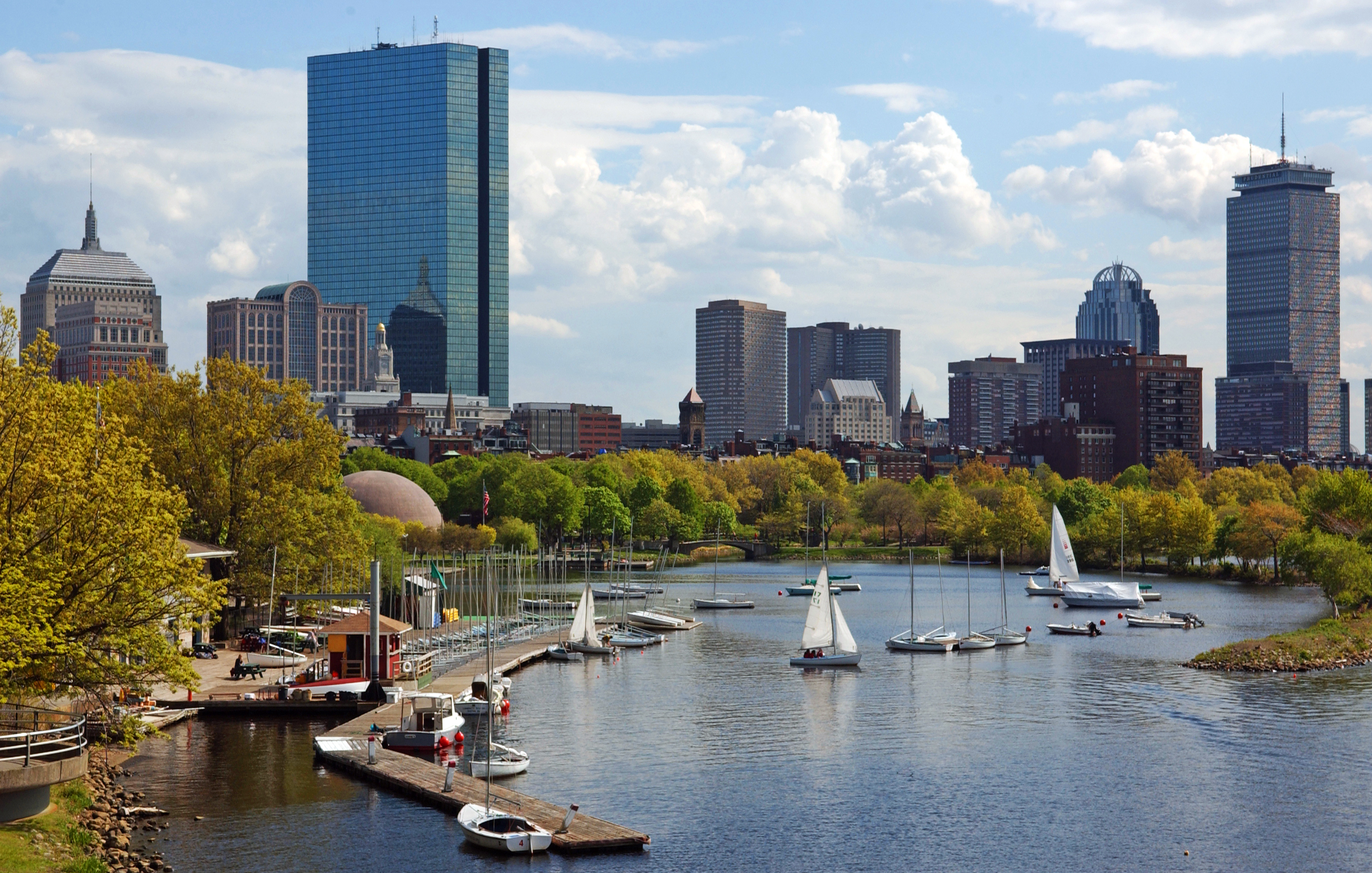
Skyline der Bostoner Back Bay

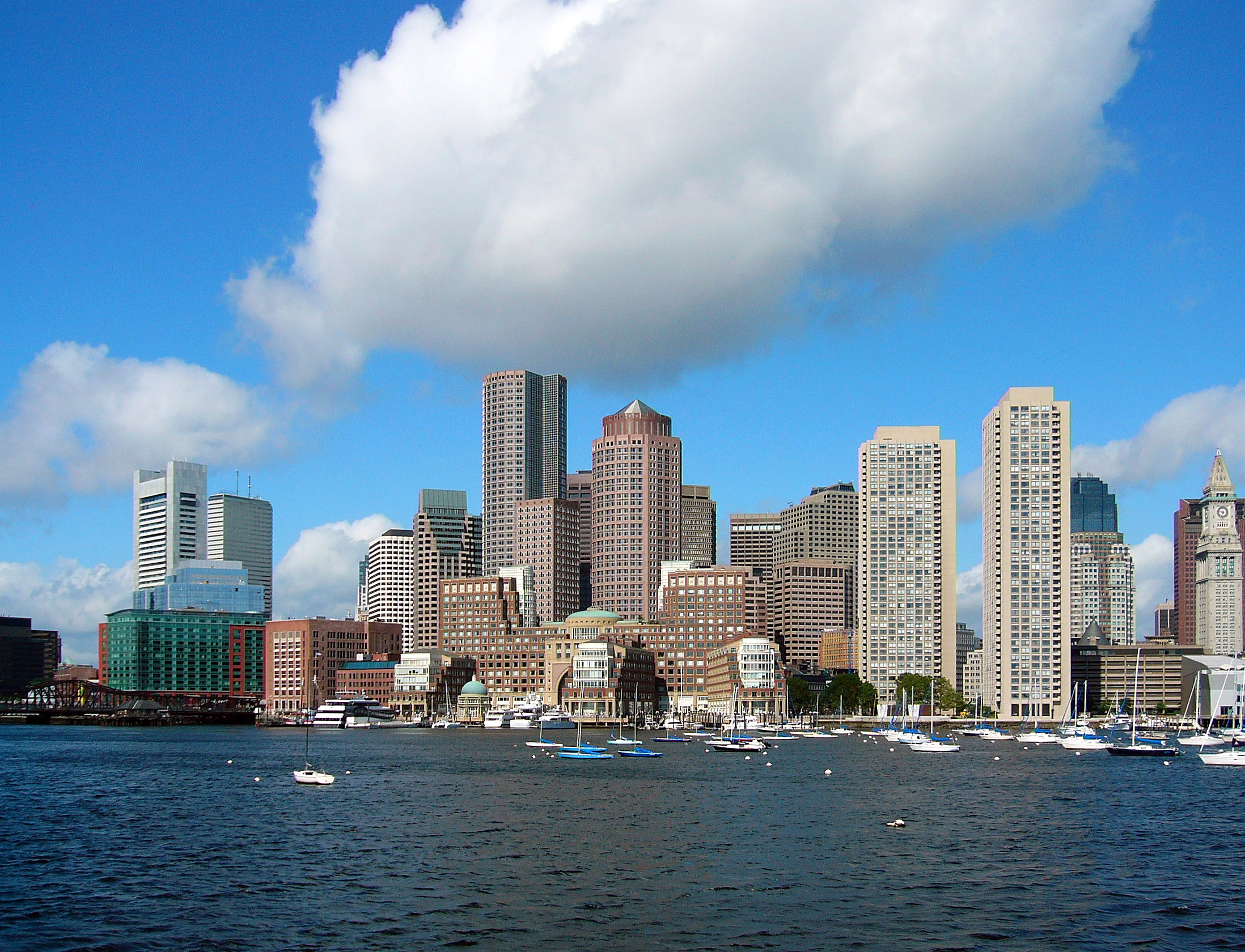
Skyline des Financial District in Boston

Diese Liste der Hochhäuser in Boston stellt die Wolkenkratzer der Stadt Boston im Bundesstaat Massachusetts der Vereinigten Staaten in der Rangfolge ihrer Bauhöhe dar. Boston verfügt über mehr als 230 Hochhäuser, wovon sich die meisten im Financial District sowie im Stadtteil Back Bay befinden.
Im Jahr 2012 gab es in Boston 27 Hochhäuser mit einer Höhe von mehr als 400 ft (121,92 m). Das höchste Hochhaus ist dabei mit 60 Stockwerken und 790 ft (240,79 m) Höhe der John Hancock Tower im Stadtteil Back Bay. Der Turm zählt außerdem zu den 50 höchsten Hochhäuser in den gesamten Vereinigten Staaten. Auf Platz zwei in Boston steht mit einer Höhe von 749 ft (228,3 m) der Prudential Tower.
Die Epoche der Wolkenkratzer in Boston begann mit der Fertigstellung des 13-stöckigen Ames Building im Jahr 1893, das als erstes Hochhaus der Stadt angesehen wird. In den 1960er und 1970er Jahren gab es in Boston einen regelrechten Bauboom, in dessen Zuge mehr als 20 Wolkenkratzer, darunter der John Hancock Tower und der Prudential Tower, errichtet wurden. Insgesamt befindet sich die Skyline der Stadt Boston auf Platz 2 im Vergleich der Städte im Nordosten der Vereinigten Staaten direkt hinter New York City. Verglichen mit den gesamten USA steht Boston auf Platz 9.

## Liste der höchsten Hochhäuser
Die folgende Auflistung enthält alle Bostoner Wolkenkratzer mit mindestens 400 ft (121,92 m) Höhe, jeweils gemessen bis zur architektonischen Spitze. Aufbauten wie Antennenmasten werden dabei nicht mitgerechnet. Ein Gleichhaltszeichen (=) bei einem Rang bedeutet, dass zwei oder mehr Hochhäuser den gleichen Rang einnehmen.
E. = Etagen, BJ = Baujahr (Jahr der Fertigstellung)
| Rang | Name                         | Foto | Höhe ft (m) | E. | BJ   | Koordinaten                     | Anmerkungen |
| ---- | ---------------------------- | ---- | ----------- | -- | ---- | ------------------------------- | --- |
| 01   | John Hancock Tower           |      | 790 (241)   | 60 | 1976 | 42° 20′ 57,4″ N, 71° 4′ 29,2″ W | Platz 162 der höchsten Hochhäuser der Welt, Platz 50 der höchsten Hochhäuser in den USA; ist seit seiner Fertigstellung bis heute das höchste Hochhaus in Boston und Neuengland.                                      |
| 02   | Prudential Tower             |      | 749 (228)   | 52 | 1964 | 42° 20′ 49,8″ N, 71° 4′ 57,1″ W | Platz 70 der höchsten Hochhäuser in den USA; die Aussichtsplattform ist die am höchsten gelegene in Neuengland und befindet sich im 50. Stockwerk; das höchste in den 1960er Jahren in der Stadt errichtete Hochhaus. |
| 03   | One Dalton Street            |      | 742 (226)   | 61 | 2019 | 42° 20′ 44,6″ N, 71° 5′ 2,3″ W  | Four Seasons Hotel and Private Residences |
| 04   | Millennium Tower             |      | 685 (209)   | 60 | 2016 | 42° 21′ 21″ N, 71° 3′ 33,9″ W   | Höchstes Wohn-Hochhaus in Boston und höchstes Bauwerk im Bostoner Stadtteil Downtown Crossing. |
| 05   | Federal Reserve Plaza        |      | 614 (187)   | 32 | 1976 | 42° 21′ 8,6″ N, 71° 3′ 14,8″ W  | Höchstes Hochhaus im Bostoner Financial District |
| 06   | One Boston Place             |      | 601 (183)   | 41 | 1970 | 42° 21′ 30,7″ N, 71° 3′ 30,2″ W | Höchstes Hochhaus im Stadtteil Government Center |
| 07   | One International Place      |      | 600 (183)   | 46 | 1987 | 42° 21′ 20,8″ N, 71° 3′ 7,5″ W  | Höchstes in den 1980er Jahren in Boston errichtetes Hochhaus |
| 08   | First National Bank Building |      | 591 (180)   | 37 | 1971 | 42° 21′ 17,9″ N, 71° 3′ 22,4″ W | [ 19 ] [ 20 ] [ 21 ] |
| 09   | One Financial Center         |      | 590 (180)   | 46 | 1983 | 42° 21′ 8,6″ N, 71° 3′ 23″ W    | [ 22 ] [ 23 ] [ 24 ] |
| 010  | 111 Huntington Avenue        |      | 554 (169)   | 36 | 2002 | 42° 20′ 48,4″ N, 71° 4′ 52,9″ W | [ 25 ] [ 26 ] [ 27 ] |
| 11   | Two International Place      |      | 538 (164)   | 35 | 1992 | 42° 21′ 23,4″ N, 71° 3′ 6,3″ W  | Höchstes in den 1990er Jahren in Boston errichtetes Hochhaus |
| 12   | One Post Office Square       |      | 525 (160)   | 40 | 1981 | 42° 21′ 24,6″ N, 71° 3′ 19,4″ W | [ 31 ] [ 32 ] [ 33 ] |
| 13   | One Federal Street           |      | 520 (159)   | 38 | 1975 | 42° 21′ 23,6″ N, 71° 3′ 25,1″ W | Ursprünglich Shawmut Bank Building |
| 14   | Exchange Place               |      | 510 (156)   | 40 | 1984 | 42° 21′ 30″ N, 71° 3′ 23,2″ W   | [ 37 ] [ 38 ] [ 39 ] |
| 15   | 60 State Street              |      | 509 (155)   | 38 | 1977 | 42° 21′ 32,5″ N, 71° 3′ 23,3″ W | [ 40 ] [ 41 ] |
| 16   | One Beacon Street            |      | 505 (154)   | 37 | 1971 | 42° 21′ 30,4″ N, 71° 3′ 39″ W   | [ 42 ] [ 43 ] [ 44 ] |
| 17   | One Lincoln Street           |      | 503 (153)   | 36 | 2003 | 42° 21′ 9,1″ N, 71° 3′ 29,1″ W  | [ 45 ] [ 46 ] [ 47 ] |
| 18   | 28 State Street              |      | 500 (152)   | 40 | 1970 | 42° 21′ 33,6″ N, 71° 3′ 26,9″ W | [ 48 ] [ 49 ] [ 50 ] |
| 19   | Custom House Tower           |      | 496 (151)   | 32 | 1915 | 42° 21′ 32,6″ N, 71° 3′ 12,1″ W | Höchstes Hochhaus in Boston, das vollständig durch Hotelräume belegt wird; höchstes in den 1910er Jahren in Boston errichtetes Hochhaus.                                                                              |
| 20   | Berkeley Building            |      | 495 (151)   | 36 | 1947 | 42° 20′ 59,8″ N, 71° 4′ 21,6″ W | Auch bekannt als Old John Hancock Building; höchstes in den 1940er Jahren in Boston errichtetes Hochhaus. |
| 21=  | 33 Arch Street               |      | 477 (145)   | 33 | 2004 | 42° 21′ 21,5″ N, 71° 3′ 28,4″ W | Jüngster Wolkenkratzer in Boston. |
| 21=  | State Street Bank Building   |      | 477 (145)   | 33 | 1966 | 42° 21′ 22,4″ N, 71° 3′ 15″ W   | Auch bekannt als 225 Franklin Street |
| 23   | Millennium Place Tower I     |      | 475 (145)   | 38 | 2001 | 42° 21′ 10,9″ N, 71° 3′ 46,6″ W | Höchstes Hochhäuser im Stadtteil Downtown Crossing |
| 24   | 125 High Street              |      | 452 (138)   | 30 | 1991 | 42° 21′ 19,2″ N, 71° 3′ 11,7″ W | [ 66 ] [ 67 ] [ 68 ] |
| 25   | 100 Summer Street            |      | 450 (137)   | 32 | 1974 | 42° 21′ 13,8″ N, 71° 3′ 26,8″ W | [ 69 ] [ 70 ] [ 71 ] |
| 26   | Millennium Place Tower II    |      | 446 (136)   | 36 | 2001 | 42° 21′ 10,9″ N, 71° 3′ 46,6″ W | [ 72 ] [ 73 ] [ 74 ] |
| 27   | McCormack Building           |      | 401 (122)   | 22 | 1975 | 42° 21′ 34,3″ N, 71° 3′ 44,4″ W | [ 75 ] [ 76 ] [ 77 ] |
| 28=  | Keystone Building            |      | 400 (122)   | 32 | 1971 | 42° 21′ 14,9″ N, 71° 3′ 15,9″ W | [ 78 ] [ 79 ] [ 80 ] |
| 28=  | Harbor Towers I              |      | 400 (122)   | 40 | 1971 | 42° 21′ 28,6″ N, 71° 2′ 59,9″ W | [ 81 ] [ 82 ] [ 83 ] |

## Die höchsten Hochhäuser (inkl. Aufbauten)
In dieser Liste werden die Wolkenkratzer in Boston nach ihrer Höhe mit allen Aufbauten (wie z. B. Radiomasten und Antennen) sortiert aufgeführt. Die Standardhöhe ohne Aufbauten ist zum Vergleich ebenfalls angegeben.
| Rang | Name                         | Höhe inkl. Aufbauten ft (m) | Standardhöhe ft (m) | Quelle |
| ---- | ---------------------------- | --------------------------- | ------------------- | ------ |
| 1    | Prudential Tower             | 907 (276)                   | 749 (228)           | [ 7 ]  |
| 2    | John Hancock Tower           | 790 (241)                   | 790 (241)           | [ 5 ]  |
| 3    | One Financial Center         | 683 (208)                   | 590 (180)           | [ 22 ] |
| 4    | One Beacon Street            | 623 (190)                   | 505 (154)           | [ 42 ] |
| 5    | Federal Reserve Plaza        | 614 (187)                   | 614 (187)           | [ 11 ] |
| 6    | One Boston Place             | 601 (183)                   | 601 (183)           | [ 13 ] |
| 7    | One International Place      | 600 (183)                   | 600 (183)           | [ 17 ] |
| 8    | First National Bank Building | 591 (180)                   | 591 (180)           | [ 19 ] |
| 9    | 111 Huntington Avenue        | 554 (169)                   | 554 (169)           | [ 25 ] |
| 10   | Two International Place      | 538 (164)                   | 538 (164)           | [ 28 ] |

## Die Hochhäuser im Zeitablauf
Wie in vielen US-amerikanischen Städten waren auch in Boston zu Beginn Kirchen mit ihren Türmen die höchsten Gebäude der Stadt. In Boston wird üblicherweise das 1893 fertiggestellte Ames Building als der erste errichtete Wolkenkratzer angesehen. Da dieses Hochhaus jedoch mit seinen 13 Stockwerken den Turm der Church of the Covenant nicht überragte, war das Ames Building nie das höchste Bauwerk der Stadt. Das erste Hochhaus, das als zu seiner Zeit höchster Wolkenkratzer der Stadt Boston eingeweiht wurde, war der 1915 fertiggestellte Custom House Tower.
| Name                   | Foto | Adresse               | Zeitraum als höchstes Hochhaus | Höhe feet / m | Stockwerke | Koordinaten                     | Quelle |
| ---------------------- | ---- | --------------------- | ------------------------------ | ------------- | ---------- | ------------------------------- | ------ |
| Old State House        |      | 206 Washington Street | 1713–1745                      | 106 / 32      | 3          | 42° 21′ 31,6″ N, 71° 3′ 28,1″ W | [ 85 ] |
| Old North Church       |      | 193 Salem Street      | 1745–1810                      | 175 / 53      | 1          | 42° 21′ 58,8″ N, 71° 3′ 16″ W   | [ 86 ] |
| Park Street Church     |      | 1 Park Street         | 1810–1867                      | 217 / 66      | 1          | 42° 21′ 24,9″ N, 71° 3′ 43,7″ W | [ 87 ] |
| Church of the Covenant |      | 67 Newbury Street     | 1867–1915                      | 236 / 72      | 1          | 42° 21′ 7″ N, 71° 4′ 26″ W      | [ 84 ] |
| Custom House Tower     |      | 3 McKinley Square     | 1915–1964                      | 496 / 151     | 32         | 42° 21′ 32,6″ N, 71° 3′ 12,1″ W | [ 51 ] |
| Prudential Tower       |      | 800 Boylston Street   | 1964–1976                      | 749 / 228     | 52         | 42° 20′ 49,8″ N, 71° 4′ 57,1″ W | [ 7 ]  |
| John Hancock Tower     |      | 200 Clarendon Street  | 1976–heute                     | 790 / 241     | 60         | 42° 20′ 57,4″ N, 71° 4′ 29,2″ W | [ 5 ]  |